# Oxythyrea funesta
Oxythyrea funesta és una espècie de coleòpter polífag de la família dels escarabèids, subfamília dels cetonins. Es distribueix per Europa central i meridional, Illes Canàries, Àsia Menor i Orient Mitjà. És un dels coleòpters florícoles més freqüents en la península Ibèrica.

## Descripció
És un escarabat fitòfag de cos arrodonit, amb els èlitres negres amb tènues irisacions de color coure i taques blanques amb forma i distribució irregular, però simètriques. Tot el cos presenta un recobriment de pèls llargs i clars amb funció sensitiva. Les antenes estan acabades en forma de pinta que pot obrir a voluntat. Mesura al voltant d'un centímetre. El seu nombre cromosòmic és 2n = 19.

## Biologia
Durant la primavera i començaments d'estiu, l'escarabat del sudari és molt freqüent damunt les flors grans, com les de les rosàcies i cistàcies, alimentant-se de pol·len i nèctar, així com del pistil i estams, destruint les flors per allà on passa. Se'l veu volar durant els dies assolellats, i busca refugi durant els dies freds a l'espera d'un oratge més favorable. A finals de maig i després de l'aparellament es dirigeixen cap al sòl, en busca de llocs frescs, humits i rics en restes vegetals i arrels, i fan la posta a uns centímetres del sòl. Passats quinze dies ixen les larves, blanques i grosses. Comencen a alimentar-se de les restes vegetals, són molt voraces, fins que assoleixen el seu màxim desenvolupament a finals d'estiu, és quan creen un capoll esferiforme amb restes vegetals i la seua femta, dins del qual completaran el seu desenvolupament de l'estadi de nimfa. Les potes de les larves no són funcionals, es desplacen mitjançant la contracció del seu cos. Després de 15-20 dies apareixen els adults, els quals passaran l'hivern baix terra esperant l'arribada de la primavera.
Molt sovint es troba alimentant-se de molts tipus de flors, especialment rosàcies i cistàcies, i amb freqüència destrueix els borrons florals de les vinyes, els arbres fruiters i les flors immadures del blat, és per tant, un aclaridor de flors. En volar fa un brunzit semblant al de l'abella de la mel, d'ací un dels seus noms populars, brunidora.

## Galeria

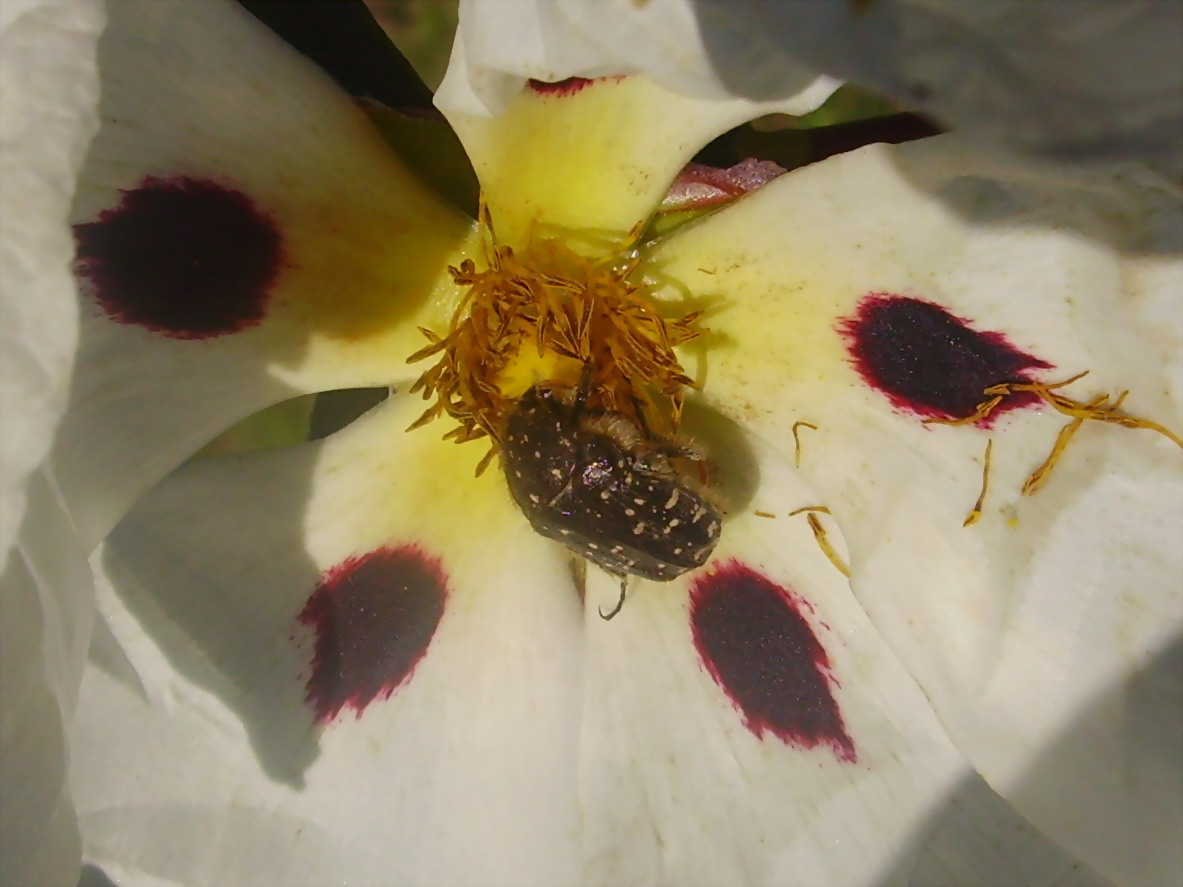
Sobre una cistàcia (estepa)
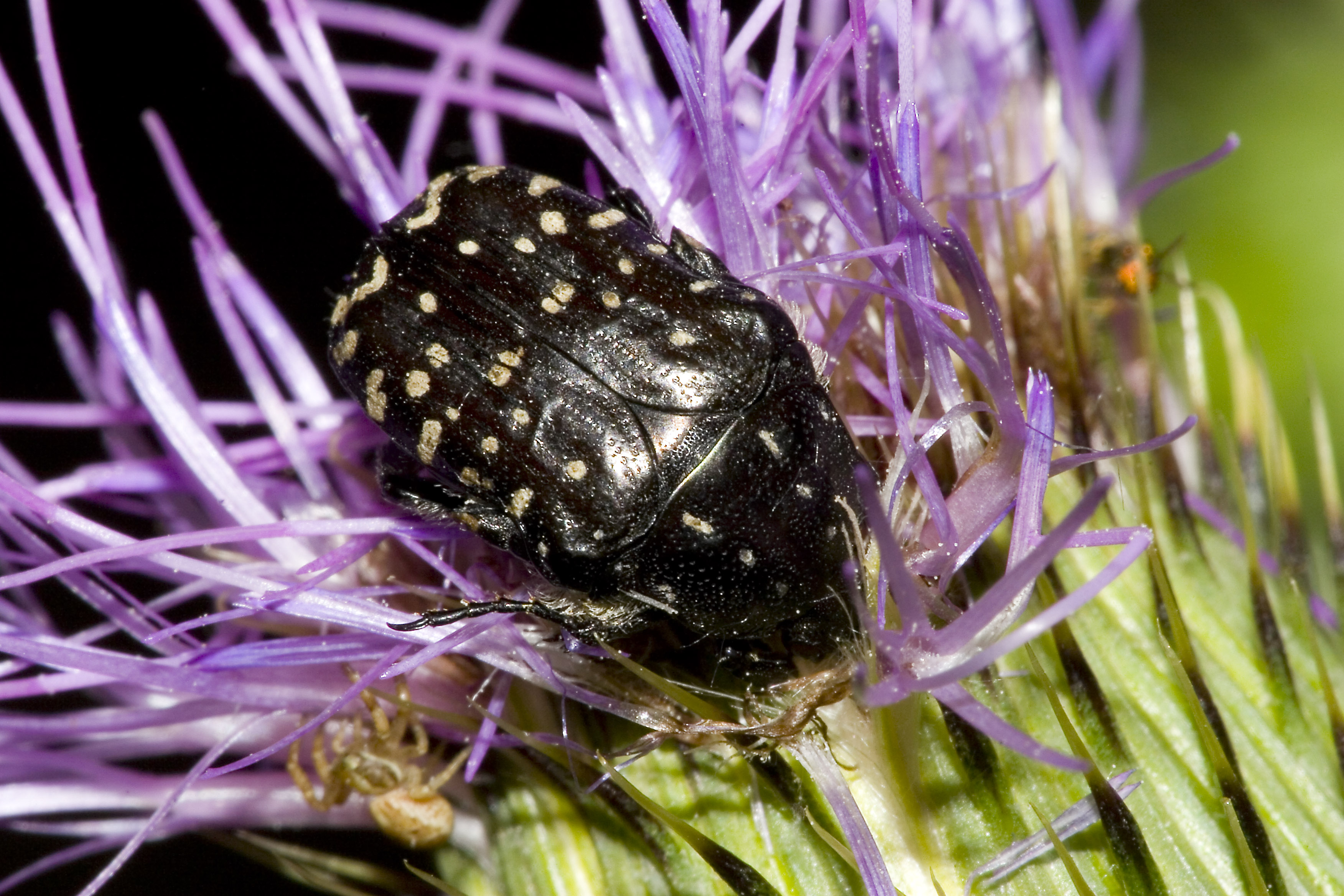
Sobre una asteràcia (card)
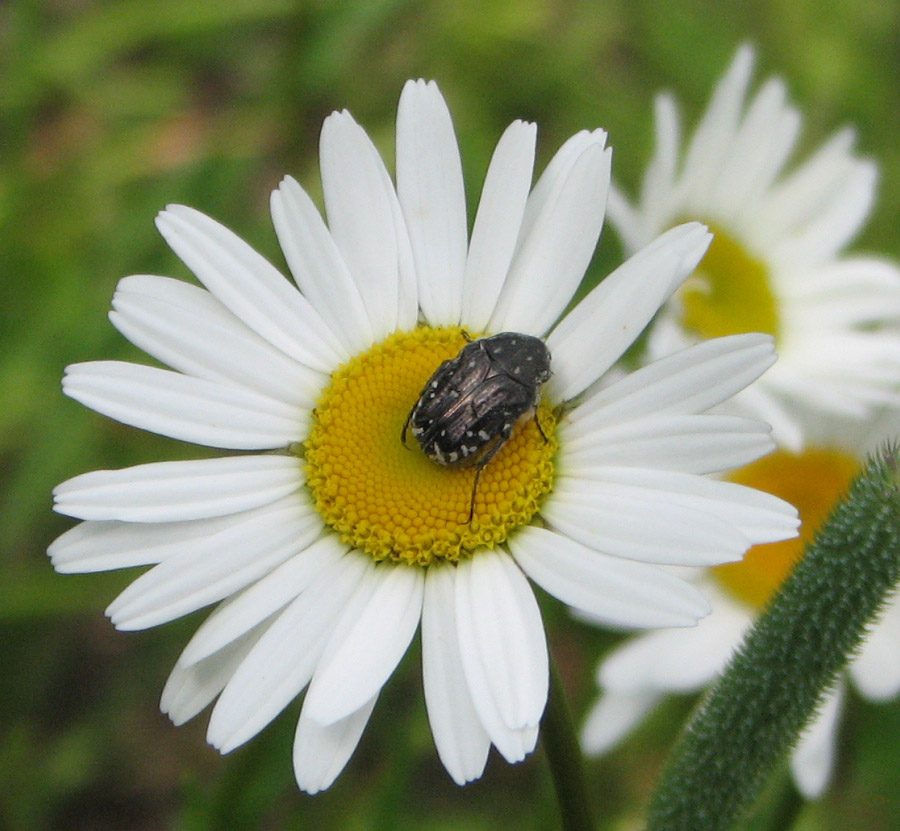
Sobre una asteràcia (margarida)
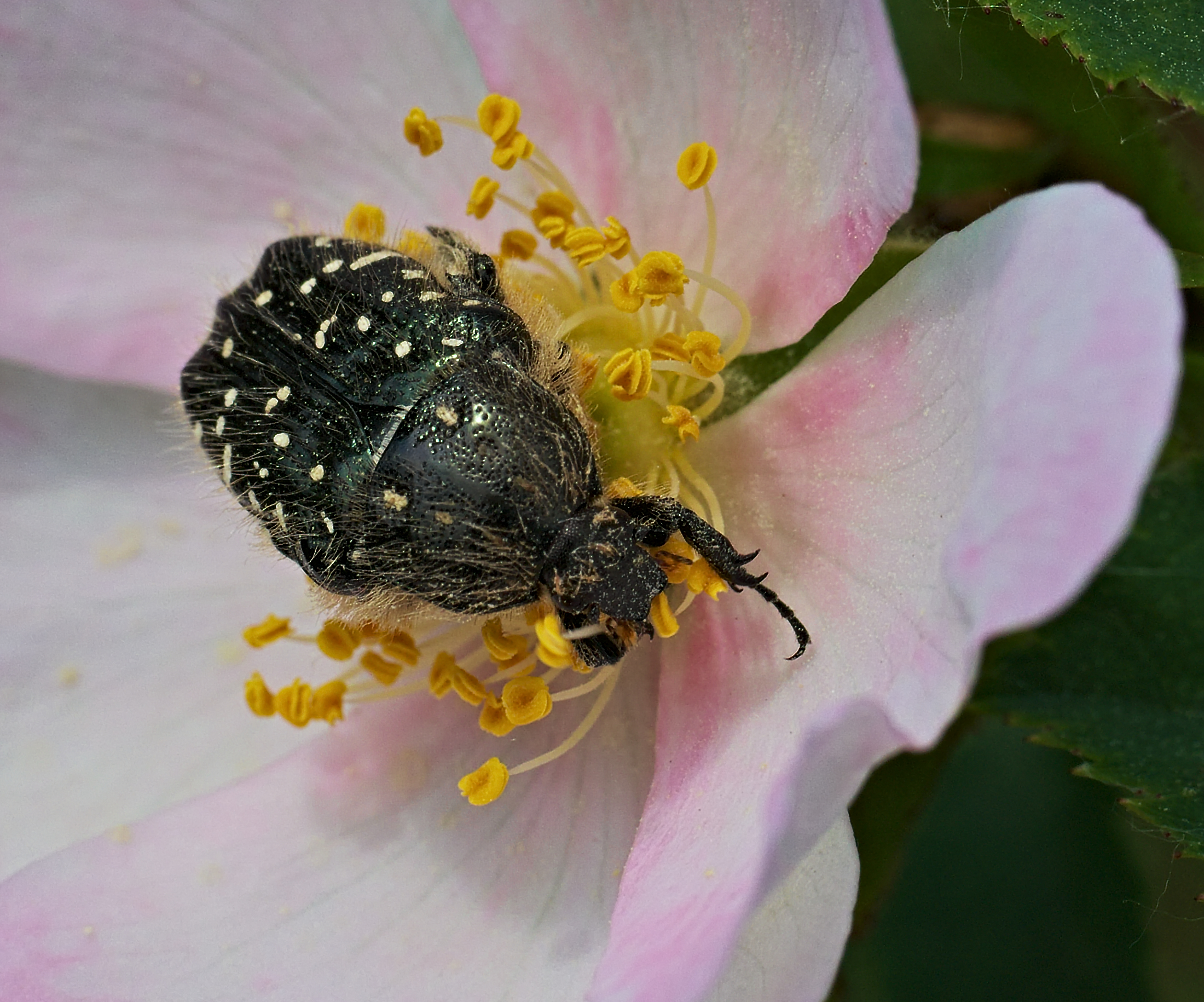
Sobre una rosàcia (roser silvestre)
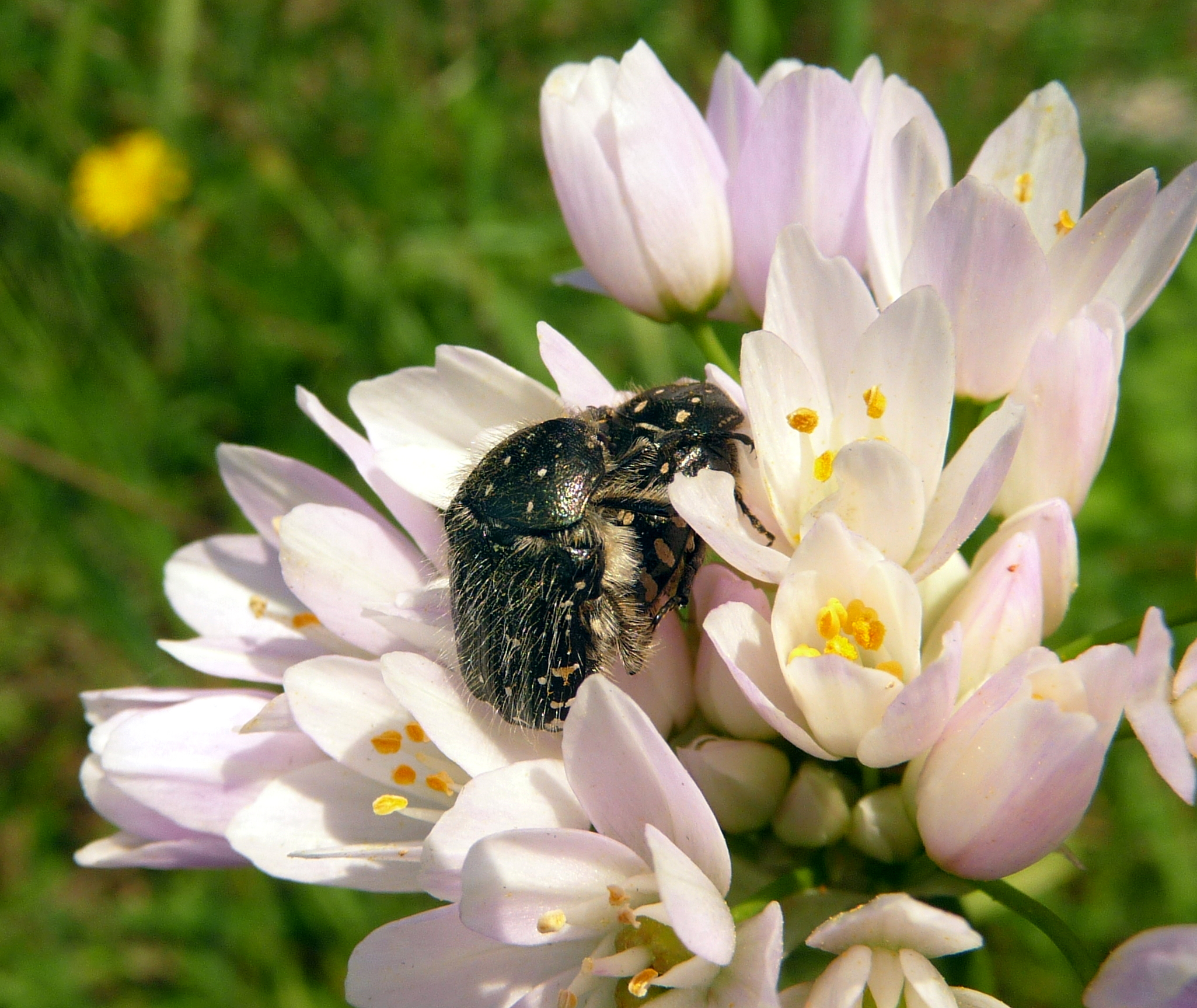
Sobre una al·liàcia (all de bruixa)
- Aparellant-se